# Christian Bach
Christian Bach, all'anagrafe Adela Christian Bach Bottino (Buenos Aires, 9 maggio 1959 – Los Angeles, 26 febbraio 2019), è stata un'attrice e ballerina argentina naturalizzata messicana nonché avvocato e produttrice di telenovelas.

## Biografia
Apparve in diverse telenovelas del suo Paese di origine, ma soprattutto in quelle messicane. Ebbe il suo primo ruolo importante in Anche i ricchi piangono, per poi recitare quale protagonista in Nozze d'odio.
Morì a Los Angeles nel 2019 dopo una lunga malattia, non ancora sessantenne.

## Vita privata
Fu sposata con Humberto Zurita, che conobbe nel 1985 durante le riprese della telenovela Il segreto e con il quale ebbe due figli, 
Sebastian Zurita ed Emiliano Zurita.

## Telenovelas
- El amor tiene cara de mujer (telenovela argentina) (1976-1977)
- La mujer frente al amor (1978)
- Te sigo queriendo, Ana (1978)
- Propiedad horizontal (1979)
- Anche i ricchi piangono (Los ricos también lloran) (1979-1980)
- Verónica (1980)
- Colorina (1980)
- Soledad (1980-1981)
- El amor nunca muere (1982)
- Nozze d'odio altro titolo: Matrimonio proibidito (Bodas de odio) (1983-1984)
- Il segreto (De pura sangre) (1985-1986)
- Incatenati (Encadenados) (1988-1989)
- Atrapada (1990-1991)
- Bajo un mismo rostro (1995)
- La antorcha encendida (1996)
- La chacala (1997-1998)
- Agua y aceite (2002)
- Vidas robadas (2010)
- La patrona (2013)
- La impostora (2014)